# Szent Péter és Pál-fatemplom (Tiszafalva)
A tiszafalvi Szent Péter és Pál-fatemplom műemlékké nyilvánított épület Romániában, Arad megyében. A romániai műemlékek jegyzékében az  AR-II-m-A-00654 sorszámon szerepel.